# Драгна, Джек
Джек Игнатиус Драгна (англ. Jack Ignatius Dragna) (1891—1956) — американский мафиози.

## Биография
Действовал как в Италии, так и в США в XX веке. Также занимался бутлегерством во время Сухого закона.